# 652 a.C.
Séculos: (Século VIII a.C. - Século VII a.C. - Século VI a.C.)
657 a.C. - 656 a.C. - 655 a.C. - 654 a.C. - 653 a.C. - 652 a.C. - 651 a.C. - 650 a.C. - 649 a.C. - 648 a.C. - 647 a.C. - 646 a.C. - 645 a.C. - 644 a.C. - 643 a.C. - 642 a.C.

## Eventos
- 32a olimpíada:[1]
  - Cratino da Mégara, vencedor do estádio.
  - Comeu, o terceiro de seus irmãos a vencer no boxe.